# Lardaro
Lardaro là một đô thị ở tỉnh Trento ở vùng Trentino-Alto Adige/Südtirol của Ý, tọa lạc cách 35 km về phía tây nam của Trento. Tại thời điểm ngày 31 tháng 12 năm 2004, đô thị này có dân số 193 người và diện tích là 10,8 km².
Lardaro giáp các đô thị: Daone, Tione di Trento, Roncone, Praso và Pieve di Bono.